# Dicranomyia unijuga
Dicranomyia unijuga är en tvåvingeart som beskrevs av Alexander 1923. Dicranomyia unijuga ingår i släktet Dicranomyia och familjen småharkrankar. Inga underarter finns listade i Catalogue of Life.